# Liste der denkmalgeschützten Objekte in Adnet
Die Liste der denkmalgeschützten Objekte in Adnet enthält die 6 denkmalgeschützten, unbeweglichen Objekte der Gemeinde Adnet.

## Denkmäler
| Foto |                 | Denkmal                                                                       | Standort                                     | Beschreibung | Metadaten |
| ---- | --------------- | ----------------------------------------------------------------------------- | -------------------------------------------- | --- | --- |
| ja   | Datei hochladen | Bildstock HERIS-ID: 9085 Objekt-ID: 5053                                      | Standort KG: Adnet I                         | Der spätgotische Tabernakelbildstock mit einer rotmarmornen Säule aus Adneter Marmor ist am Aufsatz mit MCCCCC und VI jar (1506) bezeichnet. | BDA-Hist.: Q38027190 Status: § 2a Stand der BDA-Liste: 2025-06-30 Name: Bildstock GstNr.: 884/4                                                                |
| ja   | Datei hochladen | Friedhof HERIS-ID: 9087 Objekt-ID: 5055                                       | Standort KG: Adnet I                         | Der Friedhof umgibt die im Südosten des Ortes stehende Pfarrkirche. Den Eingang bildet ein Portalbau mit abgefastem Rundbogen. | BDA-Hist.: Q38027310 Status: § 2a Stand der BDA-Liste: 2025-06-30 Name: Friedhof GstNr.: 1 Friedhof Adnet                                                      |
| ja   | Datei hochladen | Kath. Pfarrkirche hl. Stephanus und Laurentius HERIS-ID: 9088 Objekt-ID: 5056 | Standort KG: Adnet I                         | Die Pfarrkirche steht im Südosten des Ortes inmitten des Friedhofs. Der im Langhaus und Chor spätgotische Bau wurde Anfang des 18. Jahrhunderts um ein nördliches Seitenschiff, Kapellen sowie eine Sakristei im Barockstil erweitert. Der Spitzgiebelhelm des spätgotischen Westturms wurde nach Brandschäden im Jahr 1929 erneuert. Die Altäre im Inneren der Kirche stammen aus der Zeit um 1890. | BDA-Hist.: Q22328178 Status: § 2a Stand der BDA-Liste: 2025-06-30 Name: Kath. Pfarrkirche hl. Stephanus und Laurentius GstNr.: 1 Pfarrkirche Adnet             |
| ja   | Datei hochladen | Strubklamm-Kraftwerk HERIS-ID: 36365 Objekt-ID: 35231                         | Wimberg 70 Standort KG: Wimberg              | Das Strubklamm-Kraftwerk samt einer Werkssiedlung wurde in den Jahren 1923/24 erbaut. | BDA-Hist.: Q22694115 Status: Bescheid Stand der BDA-Liste: 2025-06-30 Name: Strubklamm-Kraftwerk GstNr.: .186 Kraftwerk Strubklamm                             |
| ja   | Datei hochladen | Reihenwohnhäuser (samt Betriebsleiterhaus) HERIS-ID: 40511 Objekt-ID: 40453   | Wimberg 72-76, alle Nr. Standort KG: Wimberg | | BDA-Hist.: Q37995015 Status: Bescheid Stand der BDA-Liste: 2025-06-30 Name: Reihenwohnhäuser (samt Betriebsleiterhaus) GstNr.: 1/48, 1/49 Kraftwerk Strubklamm |
| ja   | Datei hochladen | Pestkreuz HERIS-ID: 9084 Objekt-ID: 5052                                      | Standort KG: Wimberg                         | Die Anschrift lautet „Pest (?) viel daher 1626“ | BDA-Hist.: Q38027130 Status: § 2a Stand der BDA-Liste: 2025-06-30 Name: Pestkreuz GstNr.: 1123/1                                                               |